# Thịt thỏ

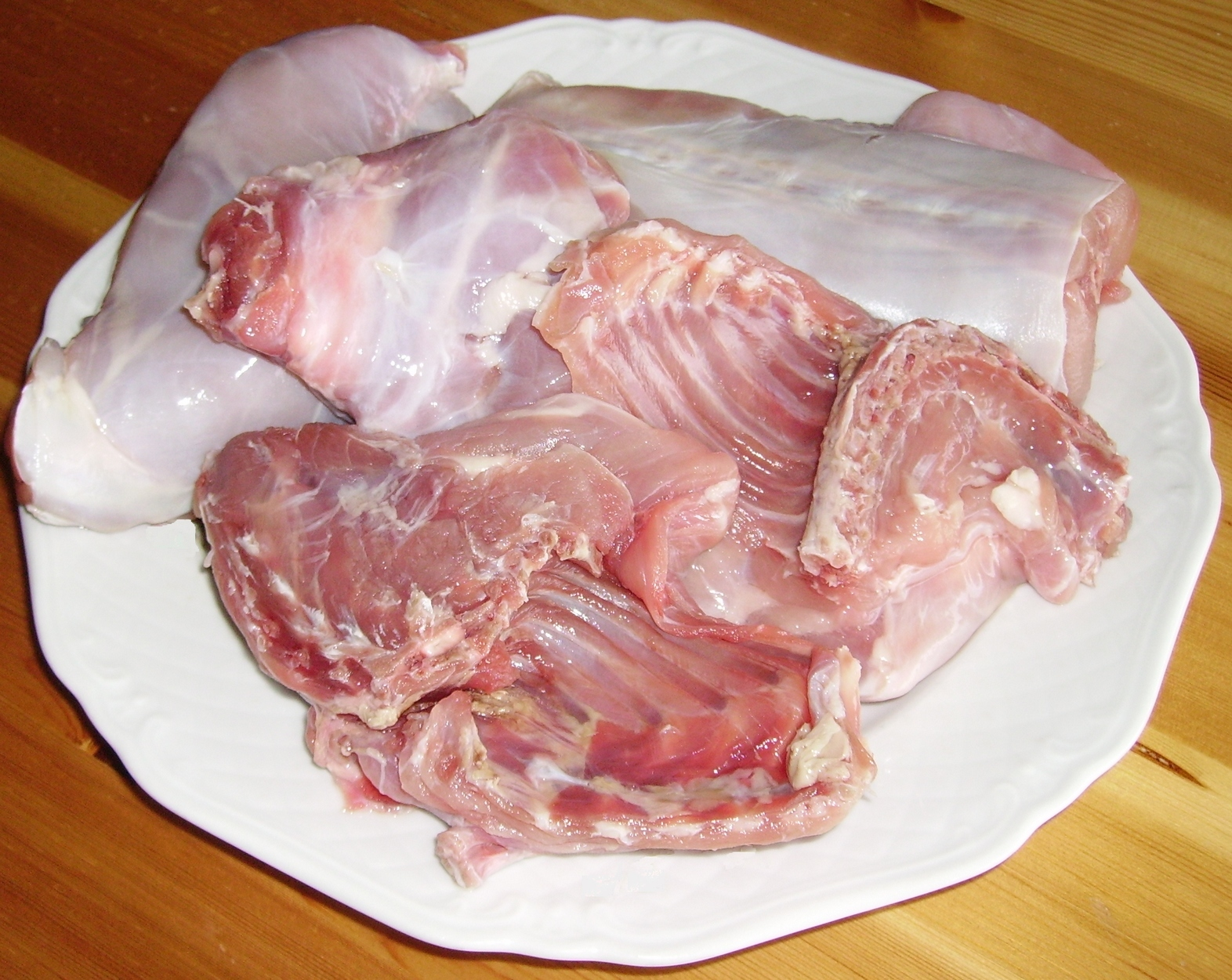
Thịt thỏ

Thịt thỏ là thịt của các loại thỏ, đây là một thực phẩm thông dụng đối với nền ẩm thực của nhiều nước trên thế giới, nhất là châu Âu và châu Mỹ.
Thịt thỏ được coi là loại thực phẩm có nhiều chất dinh dưỡng, thịt ngon, mềm, có vị ngọt, dinh dưỡng hơn nhiều loại thịt trắng hay thịt đỏ khác.

## Lịch sử
Việc ăn thịt những con thỏ đầu tiên được tìm thấy ở vùng đất tên là Hispania (nay là Tây Ban Nha) vào năm 3.000 TCN bởi những người thủy thủ châu Âu. Sau đó, người La Mã sử dụng thịt thỏ cho các bữa ăn của binh sĩ. Đến thời trung cổ, phụ nữ nuôi thỏ ăn thịt và lấy lông làm áo, thậm chí còn có món ăn từ thỏ sữa hay còn trong bào thai, gọi là Laurices. Cho đến cuối thế kỷ 14, thỏ vẫn là một món ăn sang trọng và đắt tiền. Người ta chế biến nó theo cách nướng nguyên con, ăn với nước sốt gừng hay ướp với mù tạt, với mận theo kiểu Bỉ, với hạt tiêu, nước dừa, sốt đậu phộng theo kiểu Nam Mỹ hay món ăn nổi tiếng của người Pháp nấu nước sốt sền sệt, có tên Civet lapin (món thỏ nấu rượu chát).
Đến thế kỷ 16, vua Henry VIII đã giao cho con gái là Nữ hoàng Elizabeth, cai quản "hòn đảo thỏ", nơi có các sông và hồ, rất thích hợp cho thỏ sinh sôi. Ngày nay đã có hơn 800 hòn đảo thỏ trong các đại dương và hồ nước trên thế giới. Vào thế kỷ 17, các nhà thám hiểm thế giới đi tàu trên các đại dương thường có thói quen đem theo thỏ và thả chúng trên các đảo nơi họ ghé qua để mỗi khi trở lại sẽ có thịt ăn và thói quen này đã giúp đưa thỏ đến khắp nơi trên thế giới, từ sa mạc đến vùng núi cao, thậm chí ở khu vực Bắc cực thỏ sống trên rong biển. Thuyền trưởng James Cook, người Anh là người đầu tiên đưa con thỏ từ châu Âu đến Úc vào những năm 1770.
Trong thế chiến I và II, chính phủ khuyến khích người dân nuôi thỏ để nâng cao chất lượng bữa ăn. Giai đoạn này, các món thỏ phổ biến khắp thế giới và dễ kiếm như thịt gà bây giờ, nhưng sau thế chiến II khi các loại thịt khác trở nên sẵn có thì nhu cầu về thịt thỏ giảm đáng kể và dần dần không được ưa chuộng nữa. Đến những năm 1980 thỏ lại được nuôi rộng rãi và thịt của nó có mặt trong các nhà hàng sang trọng và trở thành một món ăn bổ dưỡng, hấp dẫn. Tuy thỏ là món ăn lâu đời, phổ biến ở các châu lục khác, nhưng riêng ở châu Á, mãi thế kỷ 18 thịt thỏ mới có mặt và được nuôi quy mô nhỏ trong gia đình nên nó không phải là món ăn thịnh hành ở các nhà hàng.

## Đặc điểm
So với thịt lợn, thịt bò, thịt gà, thịt dê thì thịt thỏ có giá trị dinh dưỡng nhỉnh hơn. Về dinh dưỡng cho thấy, thịt thỏ tốt cho sức khỏe hơn cả thịt gà, thịt bò, thịt heo... và ai cũng có thể dùng, kể cả người có hệ tiêu hóa hoạt động kém. Cụ thể, hàm lượng protein trong thịt thỏ khoảng 21,50%, cao gấp đôi hàm lượng protein ở thịt heo, thịt dê, hơn 18,7% ở thịt bò và hơn 33% ở thịt gà. Trong khi đó hàm lượng mỡ lại chỉ có 0,4%, bằng 1/16 ở thịt lợn, 1/7 ở thịt dê và bằng 1/5 ở thịt bò, còn hàm lượng cholesterol, cứ 100g thịt thỏ thì có khoảng 60 – 80 mg, thấp hơn các loại thịt khác. Hàm lượng cholesterol thấp, có Ca, S, P, Na và các vitamin; có ovophospholipid có tác dụng bảo vệ thành mạch, chống xơ hóa. Chất lecithin lại có nhiều trong thịt thỏ. 
Về chất dinh dưỡng, trong thịt thỏ có: 
- 21,5% protein (chất đạm),
- 8% lipid (chất béo),
- 12 mg/100g calci;
- 19 mg magnesi, 224 mg phosphor
- 330 mg kali, 1,57 mg kẽm
- 1,45 mg đồng
- 23,1 mg selen.

Trong 100g thịt thỏ chứa khoảng:
- 38,4% nước
- 11,8% protit
- 4,4% lipid
- 11,6 mg% calci
- 123,2 mg% phosphor
- 0,9 mg% sắt
- 4,2 mg% vitamin PP.

Một chiếc đùi thỏ, có thể cung cấp 30% omega-3 nhu cầu trong ngày (cao gấp 3 lần các loại thịt khác), và hầu như không có cholesterol.
Bên cạnh đó, các nhóm vitamin B dồi dào (B1, B2, B6, B12) có trong nó sẽ bảo vệ hệ thần kinh và giúp cơ bắp phát triển tốt, có lợi cho quá trình tái tạo tế bào. Ngoài ra, thịt thỏ còn chứa nhiều chất lecithin, có tác dụng bảo vệ mạch máu, phòng ngừa bệnh xơ vữa động mạch. Dinh dưỡng của thịt thỏ phù hợp với người bị bệnh thận vì nó chứa rất ít natri. Thịt thỏ hơn các loại thịt trắng khác ở chỗ, nó rất ít chất béo, lại có một tỷ lệ phần trăm cao các loại protein dễ tiêu hóa, ít collagen nên rất mềm
Thịt thỏ mềm, trắng hồng, có vị ngọt, thơm, lại dễ chế biến. Thịt thỏ mềm, mịn, ít chất xơ, dễ tiêu hóa hơn so với thịt các loài động vật khác như bò, lợn, dê. Thịt thỏ có hàm lượng đạm cao nhưng ít chất béo và cholesterol nên là món ăn tốt với người huyết áp cao và các bệnh về tim mạch. Thường xuyên ăn thịt thỏ giúp cơ bắp đầy đặn, chắc khoẻ, chống lão hóa. Theo Đông y, thịt thỏ tính mát, bổ gân, mát máu, ích khí, mượt da, giải độc, khử nhiệt. Thịt thỏ có vị ngọt, tính bình, vào tỳ vị và đại tràng, có tác dụng bổ trung ích khí, hoạt huyết giải độc.

## Công dụng
Thịt thỏ có thể chế biến thành các món ăn bài thuốc chữa bệnh Làm sáng mắt, mịn da, Chữa tiểu đường, Chữa cao huyết áp. Thịt thỏ làm tăng hoạt tính của tế bào da, tăng tính đàn hồi của da, thích hợp với phụ nữ. Thịt thỏ là món ăn lý tưởng đối với người béo phì, bệnh gan, tim mạch, tiểu đường. Với người cao huyết áp, thịt thỏ ngăn chặn hình thành các cục máu đông do tăng cường tiểu cầu trong máu. Ngoài tác dụng trẻ hóa da phụ nữ, thịt thỏ còn rất tốt cho người cao huyết áp hoặc có bệnh gan, tiểu đường. Thịt thỏ không được nấu lẫn, ăn cùng với cá loại thịt ba ba, thịt rùa trong một bữa ăn sẽ gây đầy bụng, tiêu chảy.
Chúng cũng có tác dụng kiện não, ích trí, giúp phát triển não bộ. Ngoài ra, cả thịt thỏ, gan thỏ, tiết thỏ, lông thỏ, xương thỏ đều có tác dụng chữa bệnh. Trong đó, gan thỏ có vị ngọt mặn, tính hàn và tác dụng bổ gan, làm sáng mắt, chữa choáng váng, mắt mờ có màng mộng, đau mắt do gan yếu. Tiết thỏ cũng vị mặn, tính hàn, không độc nên tác dụng hoạt huyết lương huyết, chữa các chứng ngộ độc. Da lông thỏ (thỏ bì mao) đốt tồn tính rắc vết thương, vết bỏng. Thịt thỏ dùng rất tốt cho các trường hợp suy kiệt gầy sút, người mới ốm dậy, nôn ói, táo bón, đại tiện xuất huyết và đái tháo đường.

## Ẩm thực

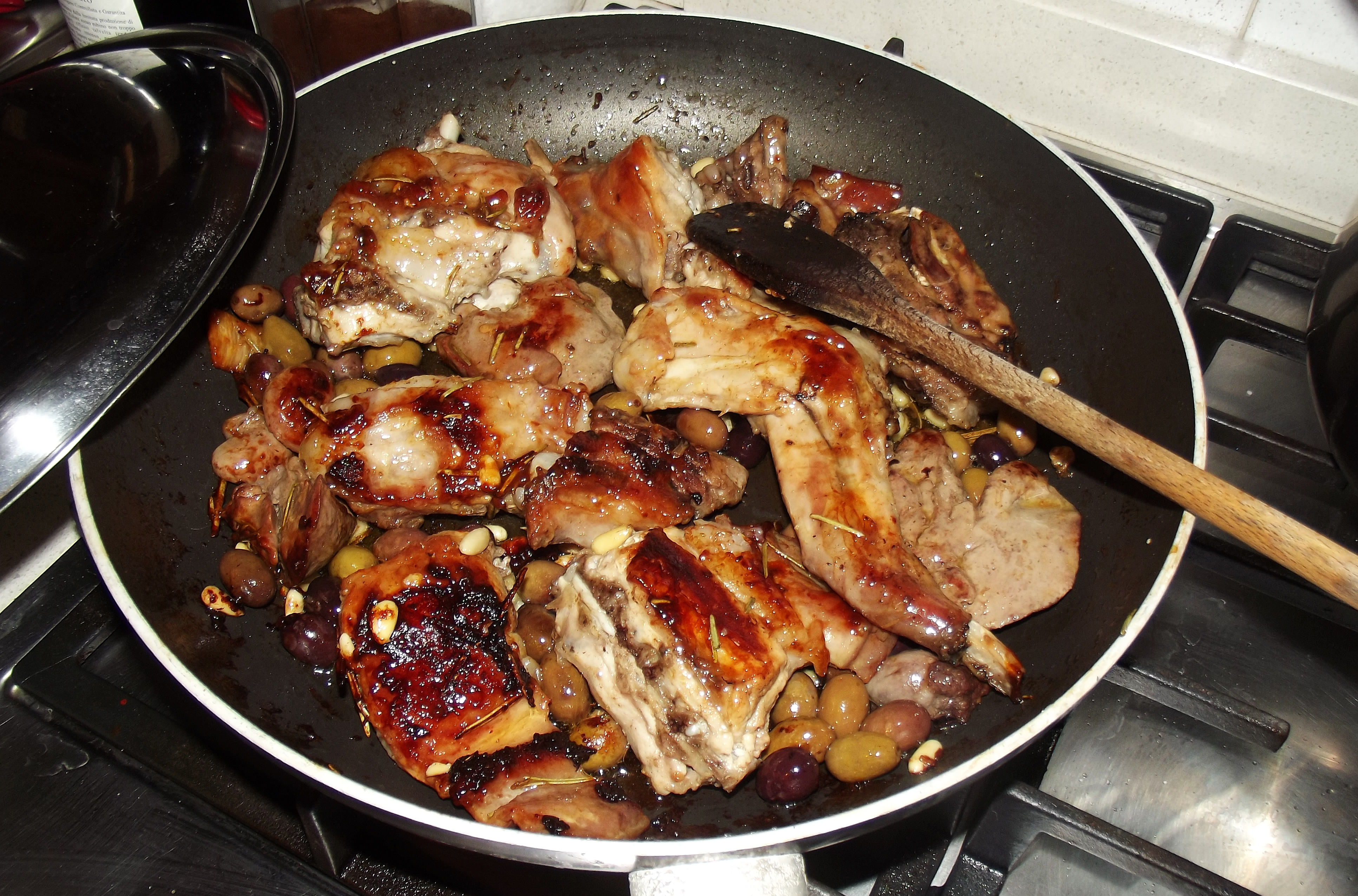
Thịt thỏ xào

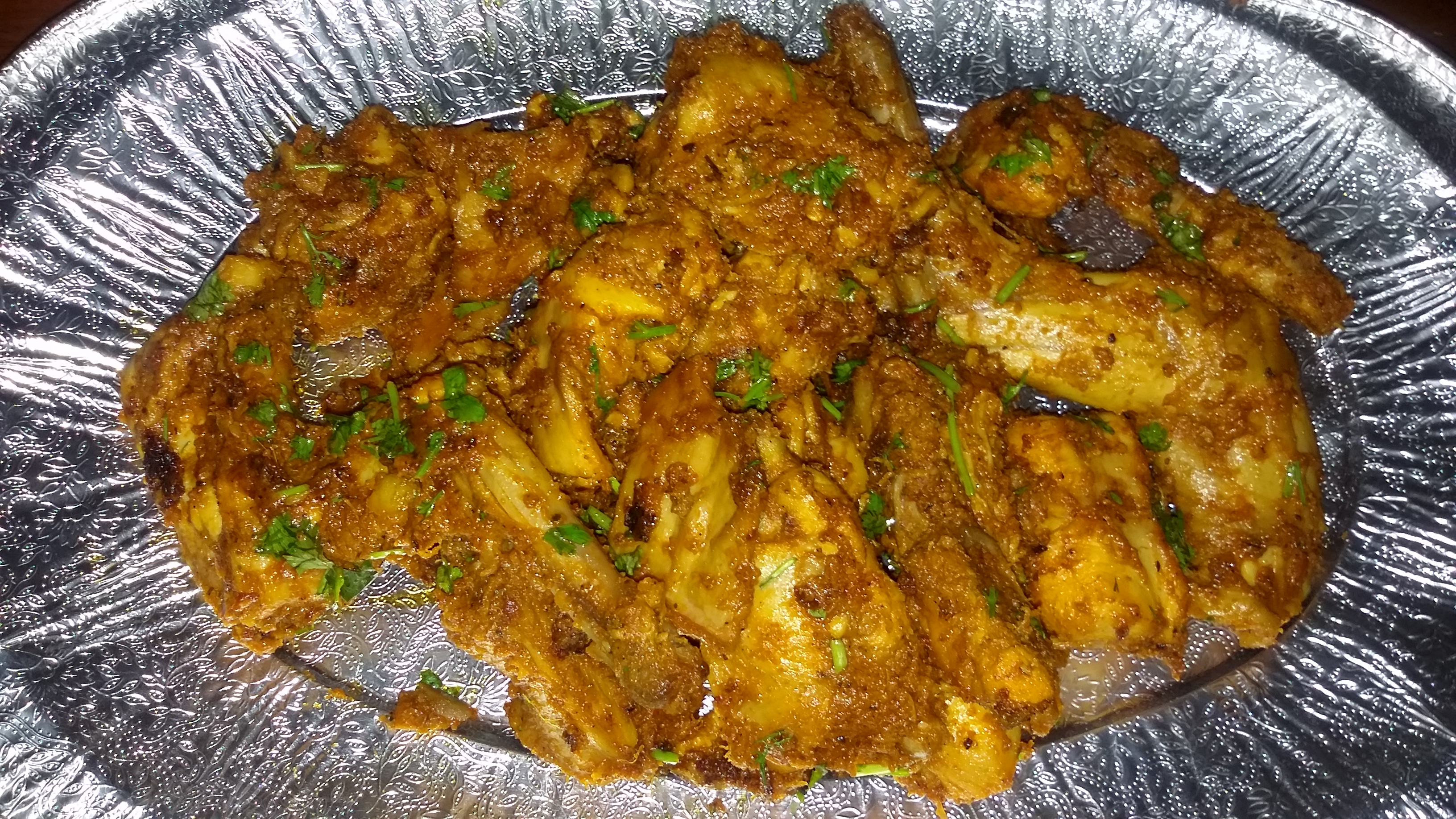
Thịt thỏ cà-ri

Từ lâu, thịt thỏ đã là một phần không thể thiếu trong đặc trưng văn hóa ẩm thực ở nhiều quốc gia khác nhau. Có thể kể đến những món ăn nổi tiếng làm từ thịt thỏ như món "Coniglio alla cacciatora" (thỏ hầm của thợ săn) là món ăn rất phổ biến ở Italia. Ở Tây Ban Nha, có một món ăn tương tự với tên gọi "Conejo a la cazadora" cũng rất được ưa chuộng, hay như món "Lapin a la cocotte" (Rabbit casserole) nổi tiếng làm từ thịt thỏ của Pháp. Thịt thỏ là loại thực phẩm có rất nhiều cách chế biến khác nhau và được chế biến thành nhiều món như thỏ xào sả ớt, thỏ nấu chao, cà-ri thỏ, thịt thỏ Roti.
Thỏ nấu giả cầy là món thịt giả cầy làm từ thịt của con thỏ, sau khi lọc hết phần thịt thỏ, có thể tận dụng phần xương thỏ để nấu món giả cầy, giả cầy thỏ cũng cần tẩm ướp các gia vị như giềng, xả, mắm tôm, mẻ, món này ăn cùng với bún. Đối với món thỏ hấp tái vừng, người ta thường chọn phần đùi dưới của thỏ, tẩm ướp với gia vị đặc biệt là vừng. Thỏ tái vừng không cần hấp quá kỹ mà chỉ cần chín tới để giữ được vì ngọt, mềm của thỏ.
Với món thỏ tẩm vừng chiên, ngoài phần đùi dưới, có thể sử dụng những phần thịt lườn, vai của thỏ để tẩm ướp với gia vị. Thỏ tẩm vừng chiên giòn, ngọt, đượm mùi thơm của thịt, của vừng. Món ăn đậm đà hơn khi ăn kèm với các loại rau mùi, húng xoăn và chấm cùng tương gừng hoặc tương ớt. Phần xương thỏ, cũng có thể sử dụng phần tiết thỏ để chế biến món tiết canh. Món tiết canh thỏ được đánh giá là có độ an toàn cao hơn các vật nuôi tạp khác lại thơm, mát.

## Tham khảo

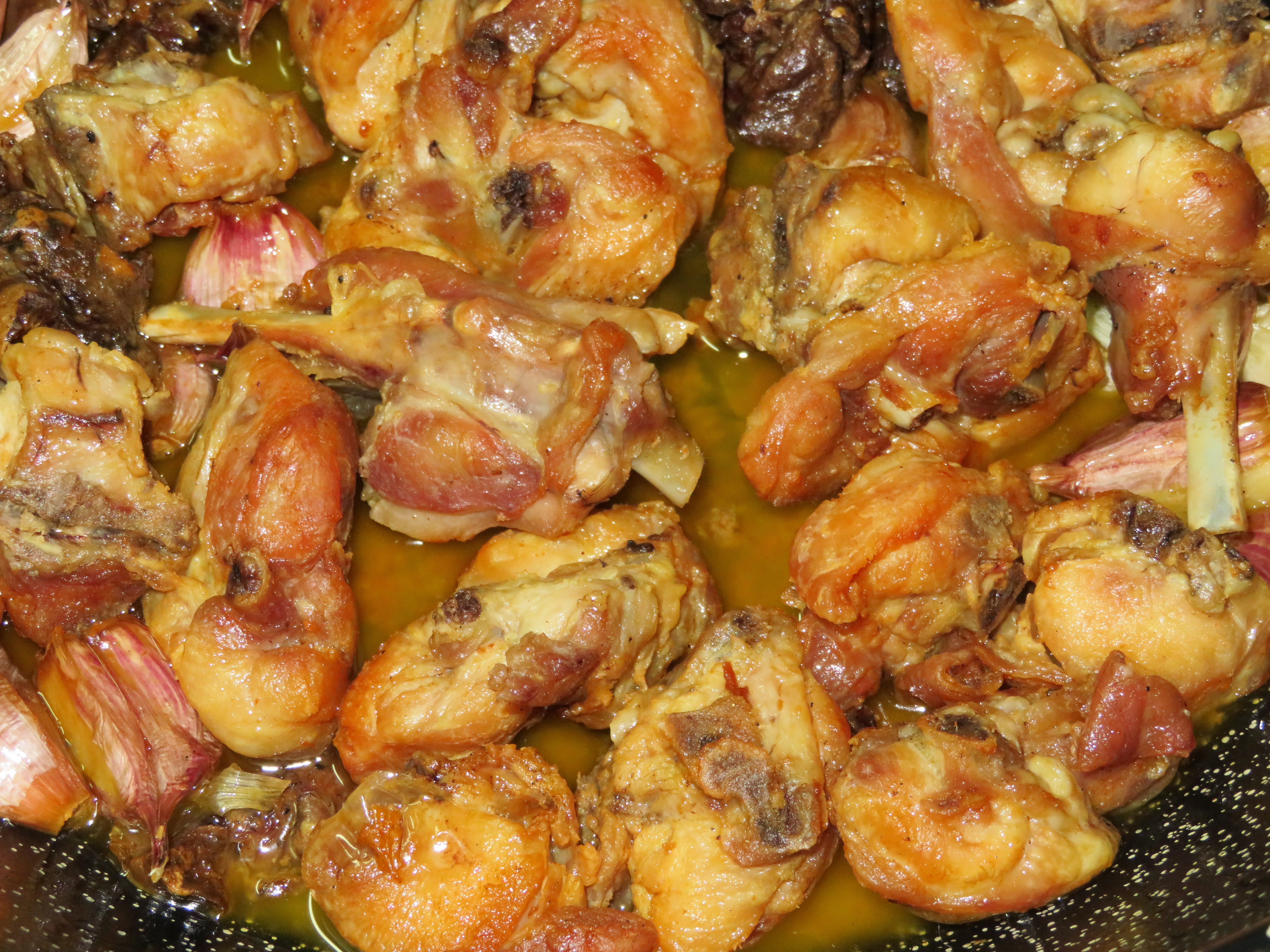
Thịt thỏ, Tây ban nha